# ويليام ألفرد بايلي
ويليام ألفرد بايلي (بالإنجليزية: William Alfred Bayly)‏ هو فلاح نيوزيلندي، ولد في 15 يوليو 1906، وتوفي في 20 يوليو 1934 بسبب شنق.